# Thomas Molnar
Thomas Molnar o Molnar, Thomas Steven o Molnár Tamás (Budapest, Hungría, 26 de julio de 1921 – Richmond, Estados Unidos, 20 de julio de 2010) fue un filósofo, historiador y teórico político, tradicionalista católico.

## Biografía
Se graduó en la Universidad de Bruselas. Fue profesor visitante de Filosofía de la Religión en la Universidad de Budapest y tenía un doctorado en Filosofía por la Universidad de Columbia. Escribió más de treinta libros en francés y en inglés sobre varios temas incluyendo religión, política y educación. Emigró a los Estados Unidos donde enseñó por muchos años en el Brooklyn College. Molnar dijo que una de sus inspiraciones fue The Conservative Mind de Russell Kirk. Admirador declarado de Charles Maurras, declaró que el hecho de que la Francia de después de la II Guerra mundial no hubiese honrado los valores tradicionales ha sido la causa de su agonía.

## Obras
- Bernanos: his political thought and prophecy. 1960.
- The decline of the intellectual. 1961.
- The future of education. Prólogo de Russell Kirk. 1961.
- The two faces of American foreign policy. 1962.
- Africa; a political travelogue. 1965.
- L'Afrique du Sud. 1966.
- South West Africa; the last pioneer country. 1966.
- Spotlight on South West Africa. 1966.
- Utopia, the perennial heresy. 1967.
- Ecumenism or new reformation?. 1968.
- Sartre: ideologue of our time. 1968.
- The counter-revolution. 1969.
- La gauche vue d'en face. 1970.
- The American dilemma, a consideration of United States leadership in world. 1971.
- Nationalism in the space age.1971.
- God and the knowledge of reality. 1973.
- L'Animal politique :essai. 1974.
- Authority and its enemies. 1976.
- Le socialisme sans visage: l'avènement du tiers modèle. 1976.
- Dialogues and ideologues. 1977.
- Christian humanism: a critique of the secular city and its ideology. 1978.
- Le modèle dèfigurè: l'Amèrique de Tocqueville á Carter. 1978.
- Politics and the state: the Catholic view. 1980.
- Theists and atheists: a typology of non-belief. 1980.
- Le Dieu immanent: la grande tentation de la pensée allemande. 1982.
- Tiers-Monde: idéologie, réalité. 1982.
- L'éclipse du sacré: discours et réponses. 1986. Con Alain de Benoist
- The pagan temptation. 1987.
- Twin powers: politics and the sacred. 1988.
- The Church, pilgrim of centuries. 1990.
- L'Europe entre parenthéses. 1990.
- Philosophical grounds. 1991.
- The emerging Atlantic culture. 1994.
- Archetypes of thought. 1996.
- Filozófusok istene. 1996.
- Return to philosophy. 1996.
- A Magyar Szent Korona és a szentkorona-tan az ezredfordulón (editada por Tóth Zoltán József)
- Századvégi mérleg : válogatott írások. 1999.
- A pogány kísértés. 2000.
- Igazság és történelem. 2000.
- Bennünk lakik-e az Isten?. 2002.
- Válogatás a Magyar Nemzet nek és az asztalfióknak írt publicisztikákból. 2002.
- A beszélő Isten. 2003.
- A jobb és a bal: tanulmányok. 2004.

## Premios
- Premio Széchenyi, otorgado por el presidente de la República de Hungría